# Sleipner (Schiff, 1999)
Koordinaten: 59° 32′ 36″ N, 5° 13′ 29″ O
Die Sleipner war eine im August 1999 in Dienst gestellte Katamaran-Schnellfähre der norwegischen Reederei Hardanger Sunnhordlandske Dampskipsselskap im Liniendienst zwischen Bergen und Stavanger. Nach nur drei Monaten im Einsatz sank das Schiff am 26. November 1999 bei schwerer See nach einer Kollision mit einem Felsen nördlich von Haugesund, 16 Menschen kamen hierbei ums Leben. Der Untergang der Sleipner zählt zu den schwersten Schiffsunglücken Norwegens in der Nachkriegszeit.

## Geschichte

### Bau und Beschreibung
Die Sleipner entstand als eines von zwei baugleichen Schwesterschiffen und wurde am 28. Juni 1998 unter der Baunummer 83 in der Werft von Austal in Henderson (einem Vorort von Perth) auf Kiel gelegt. Der Stapellauf erfolgte am 24. Februar 1999, die Ablieferung an den Eigner Hardanger Sunnhordlandske Dampskipsselskap nach dem Transport von Australien nach Norwegen am 18. August 1999. Am 25. August 1999 nahm das Schiff den Dienst zwischen Bergen und Stavanger mit Haugesund als Zwischenstopp auf. Namensgeber war Sleipnir, das achtbeinige Pferd des Gottes Odin.
Die Sleipner hatte eine Gesamtlänge von 42,16 Meter bei einer Tonnage von 735 BRZ. Sie konnte bis zu 358 Passagiere befördern, ihre Besatzung bestand aus neun Personen. Das Schwesterschiff Draupner nahm ebenfalls 1999 den Dienst auf und war noch bis 2007 zwischen Bergen und Stavanger im Einsatz, bevor es verkauft wurde.

### Untergang
Am 26. November 1999 verließ die Sleipner gegen 18.50 Uhr Ortszeit mit lediglich 85 Personen an Bord den Hafen von Haugesund mit Bergen als Zielort. Zu diesem Zeitpunkt waren die Wetterverhältnisse schlecht, ein starker Wind aus südwestlicher Richtung sorgte für raue See. Um 19.08 Uhr kollidierte das Schiff mit einem als Store Bloksen bezeichneten Felsen unweit des Leuchtturms Ryvarden fyr. Der Offizier und Steuermann Olav Skjetne sendete daraufhin einen Notruf an das Rescue Coordination Centre in Sola. Um 19.14 Uhr wurde per Funk vermeldet, dass der Strom an Bord ausgefallen sei und die Notstromaggregate laufen würden. Um 19.18 Uhr fiel auch der Notstrom aus, Skjetne kommunizierte nun mit einem mobilen Funkgerät. Seine letzte Meldung erfolgte um 19.36 Uhr.
Die Sleipner sank innerhalb von 40 Minuten. Eine halbe Stunde nach ihrem Untergang waren etwa ein Dutzend Boote und Schiffe am Unglücksort, um Überlebende aufzunehmen. Von den 85 Passagieren und Besatzungsmitgliedern wurden 69 gerettet, 16 Menschen kamen beim Untergang des Katamarans ums Leben. 13 Tote konnten nach dem Unglück geborgen werden, drei Personen blieben vermisst.

## Ursachen und Folgezeit

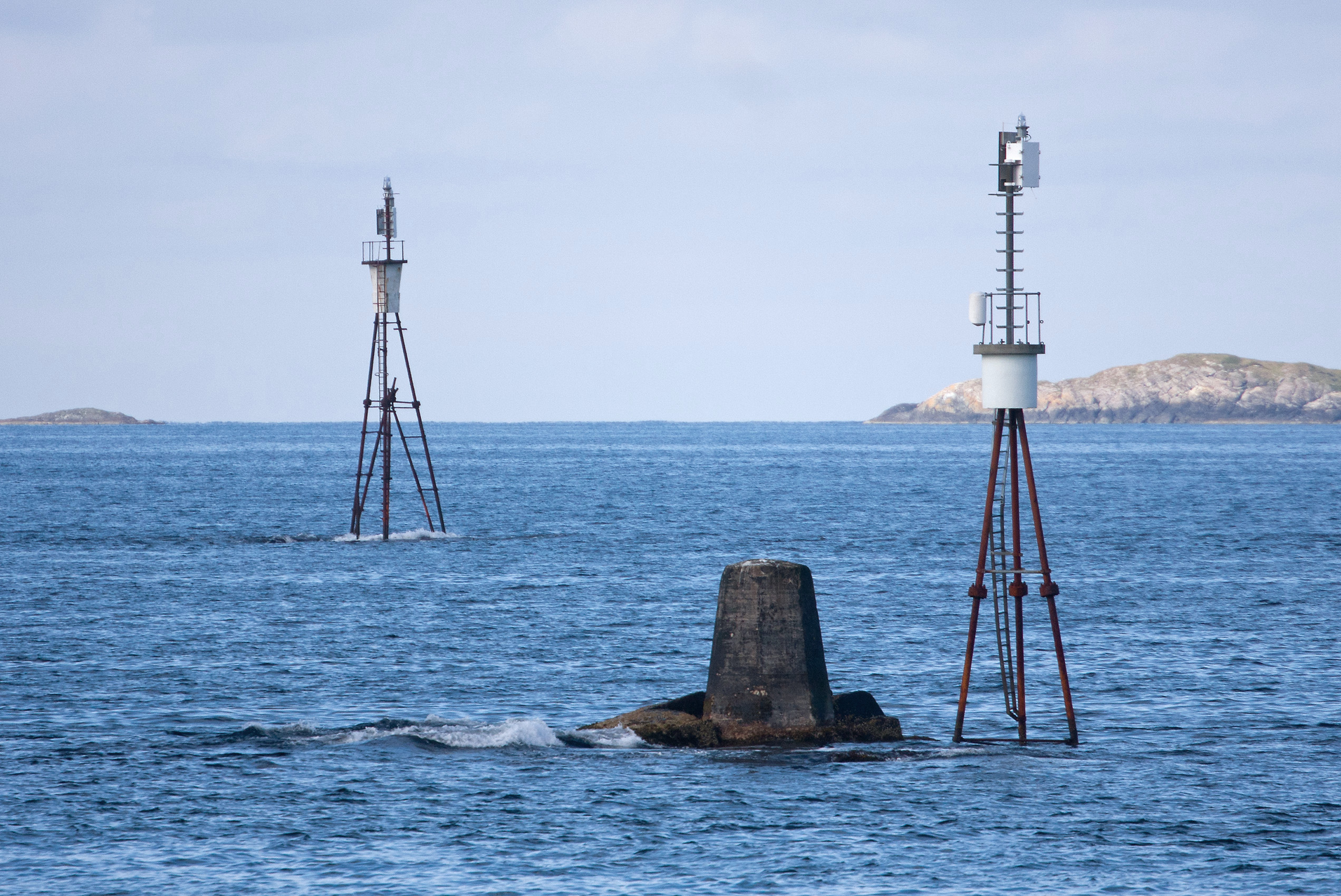
Der inzwischen mit Lichtern markierte Unglücksort im Januar 2011

In den folgenden, bis November 2000 andauernden Untersuchungen zur Unglücksursache wurden mehrere menschliche und technische Faktoren festgestellt. Hauptursache war ein Navigationsfehler. Als die Sleipner mit dem Felsen kollidierte, war sie etwa 400 Meter von der eigentlichen Route entfernt. Als Grund hierfür wurde die fehlende Erfahrung der Crew mit dem erst seit drei Monaten im Dienst stehenden Schiff und seiner Ausrüstung genannt. Von den zwei Rettungsbooten konnte nur eines zu Wasser gelassen werden, das zweite Boot trieb davon. Eine weitere Hauptursache des Unglücks war die Sleipner selbst: Der Katamaran war nicht für raue Wetterverhältnisse ausgelegt und erhielt von der Norwegian Maritime Authority nur eine Genehmigung für eine Wellenhöhe bis zu einem Meter. Zum Zeitpunkt des Unglücks waren die Wellen jedoch etwa 2,3 Meter hoch. Die Sleipner war zuvor nie in rauer See getestet worden. Weitere Kritikpunkte waren der zu enge Fluchtweg (alle Passagiere sollten durch den Eingangsbereich des Schiffes evakuiert werden) und mangelhafte Schwimmwesten. Diese waren zwar offiziell getestet und genehmigt, stellten sich jedoch beim Untergang als ungeeignet heraus, da sie nicht gut genug am Körper befestigt werden konnten. Viele Passagiere verloren hierdurch ihre Weste beim Sprung ins Wasser. Der Kapitän der Sleipner, Sverre Johan Hagland, wurde im Dezember 2003 zu einer sechsmonatigen Haftstrafe verurteilt.
Direkt nach dem Untergang erhielt das Schwesterschiff Draupner im November 1999 einen Umbau zur Verbesserung der Sicherheitsmaßnahmen. Der Unglücksort Store Bloksen wurde mit Signallichtern markiert. Am nahen Leuchtturm Ryvarden fyr befindet sich ein Gedenkstein für die Todesopfer.
Das Wrack der Sleipner zerbrach beim Untergang in zwei Teile. Der Bug des Schiffes konnte bereits im März 2000 vom Bergungsschiff Regalia gehoben werden, die Bergung des restlichen Wracks erfolgte im August 2000 durch die Eidelift 2. Nach fast vier Jahren Aufliegezeit ging die Sleipner im Juli 2004 zum Abbruch nach Askøy.